# Norton Internet Security
Norton Internet Security est une suite logicielle de sécurité développée par la firme américaine Gen Digital qui protège le système de logiciels malveillants préventivement et par suppression et qui utilise la signature et l'analyse heuristique pour identifier les virus.

## Histoire
En 1990, Symantec achète la société de Peter Norton, Peter Norton Computing, qui éditait déjà Norton Antivirus. Symantec continue le développement des produits et dans une optique de marketing, et donne, après cette acquisition, la désignation de « Norton » pour les produits liés à la sécurité.
La première version de Norton Internet Security est éditée en janvier 2000 sous le nom de Norton Internet Security 2000. Une version 2.0 est éditée en juin 2000. C'est une des premières suites logicielles à intégrer un ensemble de logiciels destiné à la sécurité des ordinateurs personnels (pare-feu, antivirus).
Depuis, une version annuelle est éditée sous le millésime de l'année à venir.

## Fonctionnalités
Norton Internet Security propose de multiples fonctionnalités. Parmi les plus notables (version 2014):
- antivirus : identification et analyse des fichiers jugés dangereux
- pare-feu : identification et blocage du trafic jugé dangereux
- contrôle parental
- système anti-hameçonnage
- blocage des spams
- détection de sites web douteux

## Critiques
L'existence du projet Magic Lantern, un keylogger développé par le FBI, est révélée en 2001. Ce logiciel malveillant, disponible principalement en tant que fichier joint dans des e-mails permettait de récupérer les mots de passes saisis par les utilisateurs. Avant 2009, Norton Internet Security, et d'autres logiciels antivirus, avait mis ce troyen en liste blanche, ce qui le rendait non détectable.
Certaines anciennes versions de Norton Internet Security étaient difficiles et lentes à désinstaller, laissant de nombreuses traces et se terminant parfois avec des erreurs. À partir de 2009, Symantec améliora son système de désinstallation permettant une désinstallation plus rapide et plus sûre.
La version de 2008 avait des problèmes de compatibilité avec le service pack 3 de Microsoft Windows XP.

## Concurrence
Entre les versions 2009 et 2012, Symantec a fait d'énormes progrès concernant la rapidité et la performance. En 2012, Norton Internet Security était une des suites de sécurité internet la plus efficace. Il fut testé et comparé à des suites logicielles telles que Avast! internet security, Kapersky internet security ou encore Panda internet security.